# Legionovia Legionowo (piłka siatkowa kobiet)

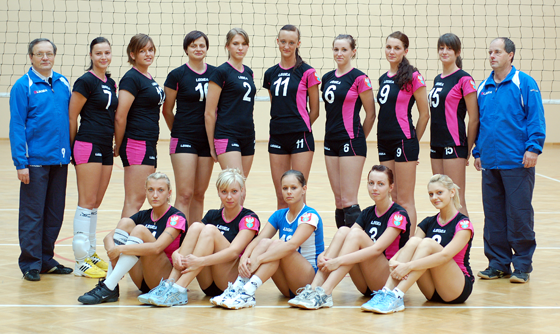
Zawodniczki LTS-u Legionovii Legionowo w sezonie 2008/2009

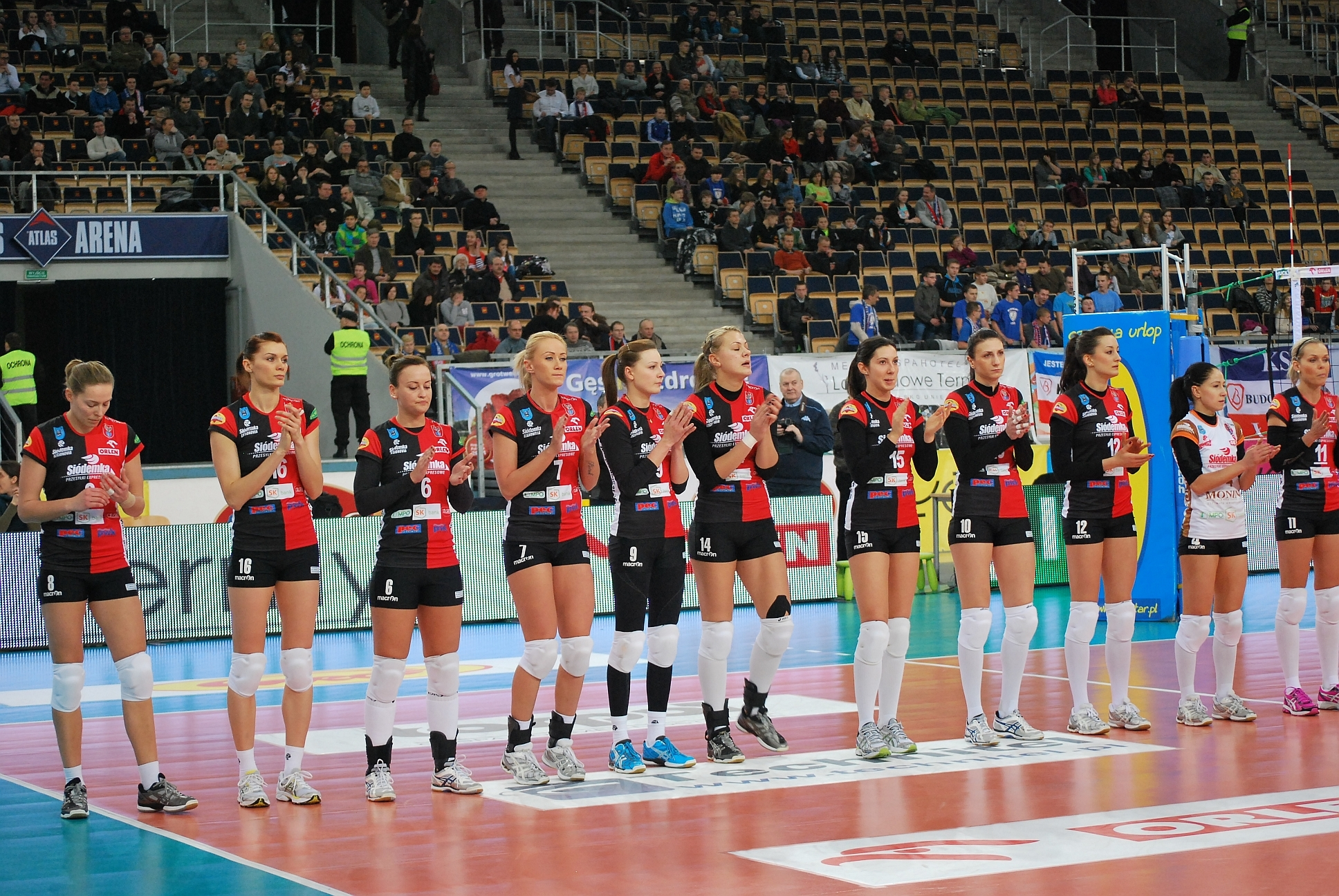
Zawodniczki Legionovii Legionowo w sezonie 2012/2013

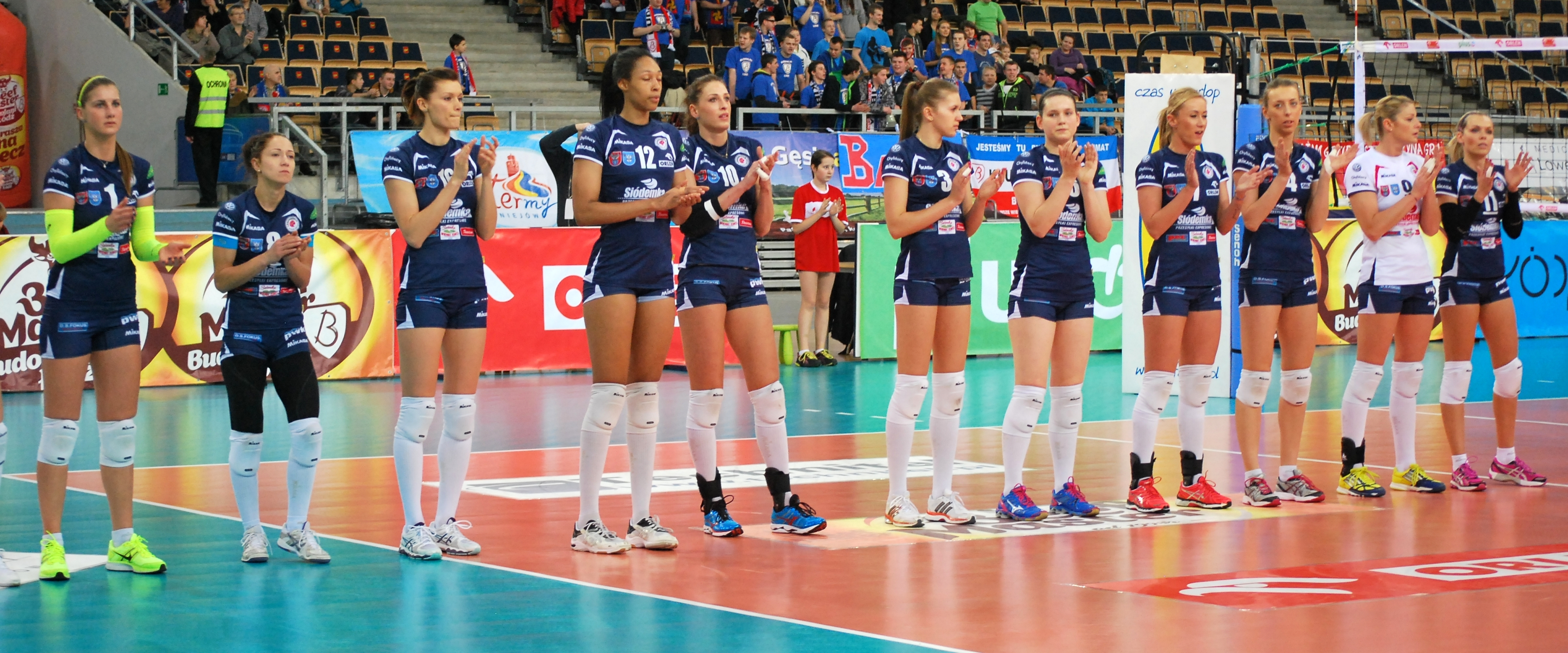
Zawodniczki Siódemki SK bank Legionovii Legionowo w sezonie 2013/2014

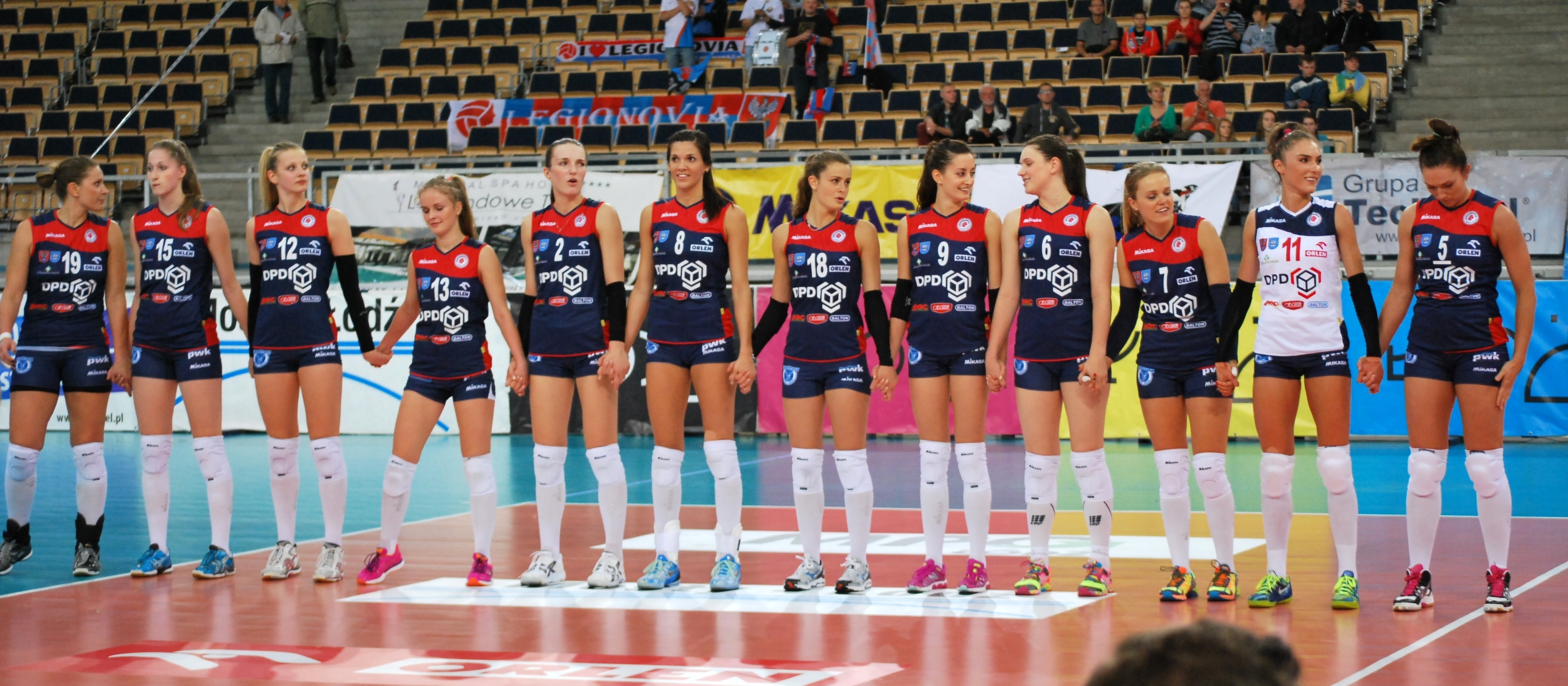
Zawodniczki SK Banku Legionovii Legionowo w sezonie 2014/2015

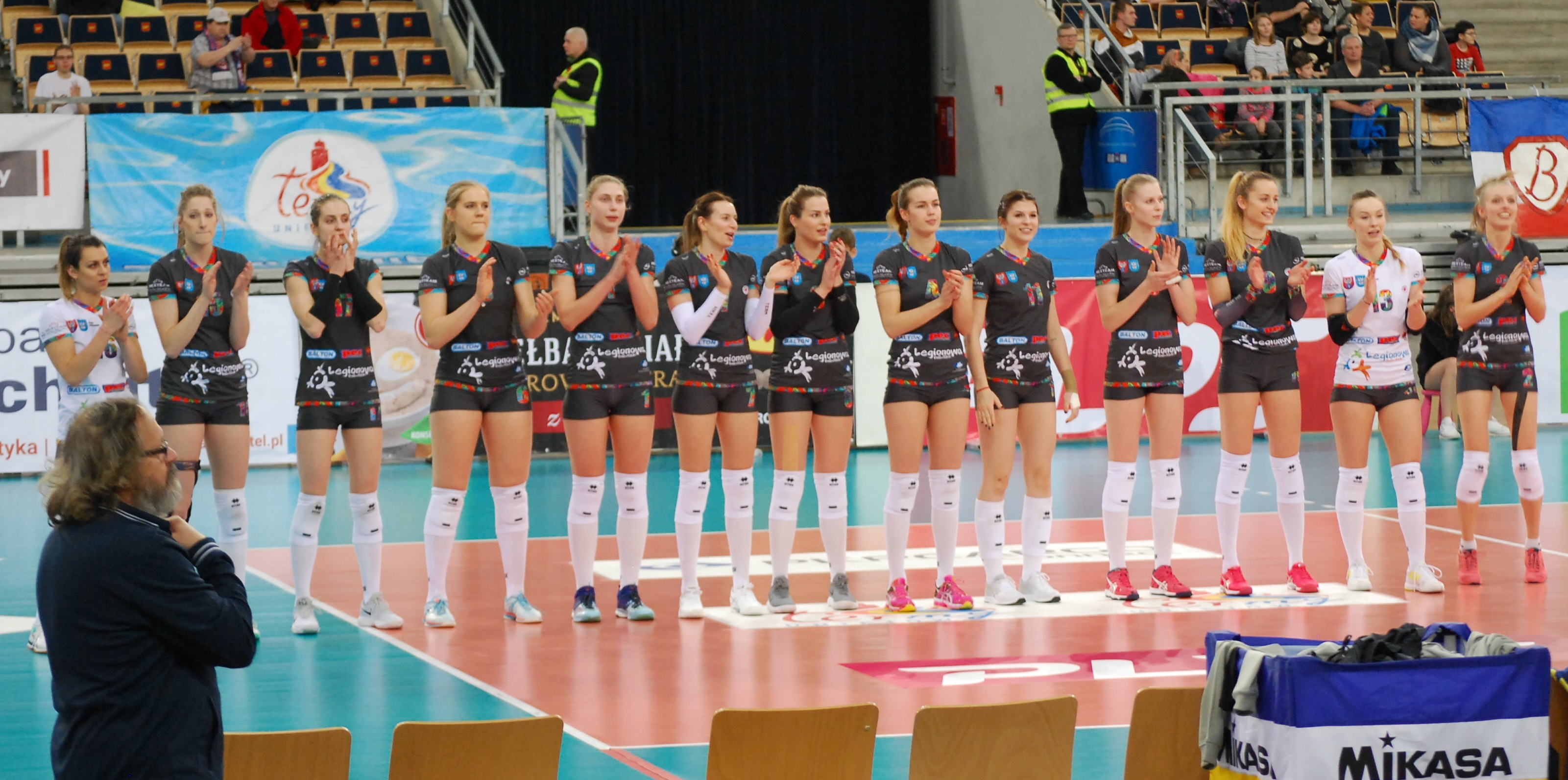
Zawodniczki Legionovii Legionowo w sezonie 2017/2018

Legionovia Legionowo – polska kobieca drużyna siatkarska z Legionowa utworzona w 1957 roku, będąc jedną z sekcji MKS Legionovia. Od 2010 do stycznia 2023 drużyna rozgrywała swoje spotkania w Arenie Legionowo.

## Historia
W 1957 roku w Legionowie założono sekcję piłki siatkowej kobiet. Pod koniec lat 50. w rozgrywkach na boisku przy ulicy Reymonta – róg PZPR, grały zawodniczki Spójni, a w później Sparty Legionowo, prowadzone przez trenera Sławomira Kośmickiego. W 1959 roku rozegrały one turniej o wejście do II ligi, który zakończyły na 2. miejscu. Uniemożliwiło to uzyskanie awansu i spowodowało przeniesienie drużyny do Warszawy.
Siatkówka wróciła do Legionowa w 1980 roku, kiedy to współpracę z młodzieżą w Liceum Ogólnokształcącym im. Marii Konopnickiej i Szkole Podstawowej Nr 3 rozpoczął instruktor tej dyscypliny Sławomir Supa. W 1984 r. odniósł on pierwszy sukces z dziewczętami z SP nr 3, którym było zajęcie 3. miejsca w Mistrzostwach Warszawy młodziczek. W 1987 roku nastąpiła kolejna przerwa w treningach. W roku 1997, po rezygnacji z pracy przez Jacka Jutrzenkę, młodzieżowe sekcje dziewcząt przejął Andrzej Doktorski. We wrześniu 1998 roku, ponieważ większość zawodniczek uczęszczało już do Liceum Marii Konopnickiej, działalność przeniesiono do nowo wybudowanej sali tej szkoły.
W sezonie 1999/2000 miały miejsce pierwsze występy w rozgrywkach seniorskich, które zakończyły się awansem do II ligi. W pierwszym sezonie w II lidze, dzięki bardzo dużej pomocy miasta i sponsorów, beniaminek zajmuje III miejsce w tabeli, co doskonale prognozuje na następny sezon. W sezonie 2001/2002 zespół z Legionowa był zdecydowanym faworytem rozgrywek (wzmocniony m.in. dwiema zawodniczkami Nafty Piła). Ostatecznie rozczarował i zajął II miejsce w tabeli przez co wielu sponsorów wycofało się z pomocy drużynie. Sezon 2002/2003 zespół rozpoczął bardzo osłabiony przede wszystkim po stracie głównego sponsora. W pierwszej rundzie play-off Legionovia odniosła łatwe zwycięstwo z drużyną Radomki Radom. Następnie po trzech ciężkich meczach legionowianki wyeliminowały AZS-AWF Warszawa. W ostatniej fazie rozgrywek o Serię B przeciwnikiem był Alpat Gdynia. Dwa mecze rozegrane w Legionowie, wygrane po 3:0 dały awans Legionovii.
Sezon 2003/2004 rozpoczęto od zmian organizacyjnych. Zespół odłączył się od MKS Legionovia. Powstało Legionowskie Towarzystwo Siatkówki „Legionovia”. Z nową nazwą i z nowym zarządem klub rozpoczął grę w rozgrywkach „Serii B”. W pierwszym sezonie pod wodzą Dariusza Gorgola, po zaskakująco dobrym początku, klub na zakończenie rozgrywek zajął 7. miejsce. W następnym sezonie po fatalnym początku, ale świetnej końcówce zespół prowadzony przez Albina Mojsę zajął 6. miejsce.
Przed sezonem 2010/2011 wymieniono prawie cały skład. Z poprzedniego składu pozostały tylko 2 seniorki i 2 juniorki. Sprowadzono zawodniczki z PlusLigi Kobiet oraz najmocniejszych zespołów I ligi. Trenerem został Wojciech Lalek – były trener m.in. PTPS Piła czy AZS AWF Poznań. Zarząd klubu oraz sponsorzy postawili jasny cel – w ciągu 2–3 lat zespół ma awansować do najwyższej klasy rozgrywek – PlusLigi Kobiet. W sezonie legionowianki całkowicie zdominowały rozgrywki. Awansowały z pierwszego miejsca do Turnieju Mistrzyń Grup II ligi, rozgrywanego w Legionowie. Wygrywając w imponującym stylu awansowały do pierwszej ligi. Przed sezonem 2011/2012 dokonano kilku wzmocnień. Odeszły tylko zawodniczki, które w poprzednim sezonie były zmienniczkami. Z Francji powróciła Justyna Łunkiewicz, natomiast z zespołu Stali Mielec przyszła Ilona Gierak. Przedostatnim transferem było ściągnięcie do drużyny Jolanty Studziennej grającej na pozycji środkowej. Jako ostatnia do drużyny dołączyła wychowanka Iga Chojnacka. Pozyskano także nowego sponsora tytularnego, firmę kurierską Siódemka S.A. Legionovia zdominowała rozgrywki ligowe (21 wygranych, 1 przegrana) i po zwycięstwach w fazie play-off, po raz pierwszy w historii awansowała do najwyższej klasy rozgrywek – PlusLigi Kobiet.
Po awansie do PlusLigi Kobiet klub został zreorganizowany. Utworzona została spółka akcyjna, zarządzająca drużynami Orlen Ligi i MłodejLigi Kobiet, a w LTS Legionovia działały zespoły juniorek, kadetek, młodziczek i minisiatkówki. W 2021 sponsorem tytularnym klubu została również firma IŁ Capital, Legionovia otrzymała nową nazwę – DPD IŁCapital Legionovia Legionowo. W tym samym roku, po wygaśnięciu umowy z DPD Polska, klub otrzymał nazwę IŁ Capital Legionovia Legionowo.
13 stycznia 2023 przedwcześnie rozwiązano umowę ze sponsorem tytularnym. 19 stycznia 2023 klub poinformował o wycofaniu się z rozgrywek Tauron Ligi ze względu na sytuację finansową. Tego samego dnia, Polska Liga Siatkówki wydała komunikat o wykluczeniu klubu z rozgrywek ligi.

## Nazwy klubu
- 2003-2011 LTS Legionovia Legionowo
- 2011-2013 Siódemka Legionovia Legionowo[6]
- 2013-2014 Siódemka SK Bank Legionovia Legionowo[7]
- 2014-2015 SK Bank Legionovia Legionowo
- 2015-2018, 2023 Legionovia Legionowo
- 2018-2020 DPD Legionovia Legionowo[8]
- 2021 DPD IŁCapital Legionovia Legionowo[1]
- 2021-2023 IŁ Capital Legionovia Legionowo[2]

## Trenerzy
| Sezon     | Zmiany trenerów | Imię i nazwisko      |
| --------- | --------------- | -------------------- |
| 2010/2011 |                 | Wojciech Lalek       |
| 2011/2012 |                 | Wojciech Lalek       |
| 2012/2013 | do 14.02.2013   | Wojciech Lalek       |
| 2012/2013 | od 14.02.2013   | Jolanta Studzienna   |
| 2013/2014 |                 | Maciej Kosmol        |
| 2014/2015 | do 01.12.2014   | Maciej Kosmol        |
| 2014/2015 | od 02.12.2014   | Robert Strzałkowski  |
| 2014/2015 | do 03.02.2015   | Robert Strzałkowski  |
| 2014/2015 | od 03.02.2015   | Ettore Guidetti      |
| 2015/2016 | do 29.12.2015   | Ettore Guidetti      |
| 2015/2016 | od 29.12.2015   | Robert Strzałkowski  |
| 2016/2017 | do 02.2017      | Robert Strzałkowski  |
| 2016/2017 | od 02.2017      | Maciej Bartodziejski |
| 2017/2018 | do 28.11.2017   | Maciej Bartodziejski |
| 2017/2018 | od 28.11.2017   | Piotr Olenderek      |
| 2018/2019 | do 25.02.2019   | Piotr Olenderek      |
| 2018/2019 | od 25.02.2019   | Jakub Skwarek        |
| 2019/2020 |                 | Alessandro Chiappini |
| 2020/2021 |                 | Alessandro Chiappini |
| 2021/2022 |                 | Alessandro Chiappini |
| 2022/2023 | do 23.12.2022   | Paweł Kowal          |
| 2022/2023 | od 23.12.2022   | Grzegorz Kowalczyk   |
| 2022/2023 | do 19.01.2023   | Grzegorz Kowalczyk   |

## Bilans sezon po sezonie
| Sezon     | Rozgrywki ligowe      | Rozgrywki ligowe            | Puchar Polski |
| Sezon     | Poziom                | Miejsce                     | Puchar Polski |
| --------- | --------------------- | --------------------------- | ------------- |
| 1999/2000 | III liga              | 1. miejsce                  |               |
| 2000/2001 | II liga               | 3. miejsce                  |               |
| 2001/2002 | II liga               | 2. miejsce                  |               |
| 2002/2003 | II liga               | 1. miejsce                  |               |
| 2003/2004 | I liga                | 7. miejsce                  |               |
| 2004/2005 | I liga                | 6. miejsce                  | 2. runda      |
| 2005/2006 | I liga                | 8. miejsce                  | 1. runda      |
| 2006/2007 | I liga                | 10. miejsce                 | 1. runda      |
| 2007/2008 | II liga (grupa 3)     | 2. miejsce                  |               |
| 2008/2009 | II liga               | 3. miejsce                  |               |
| 2009/2010 | I liga                | 9. miejsce                  | 4. runda      |
| 2010/2011 | II liga               | 1. miejsce                  | 3. runda      |
| 2011/2012 | I liga                | 1. miejsce                  | 5. runda      |
| 2012/2013 | Orlen Liga            | 9. miejsce                  | 6. runda      |
| 2013/2014 | Orlen Liga            | 8. miejsce                  | 6. runda      |
| 2014/2015 | Orlen Liga            | 6. miejsce                  | 4. runda      |
| 2015/2016 | Orlen Liga            | 10. miejsce                 | ćwierćfinał   |
| 2016/2017 | Orlen Liga            | 13. miejsce                 | 4. runda      |
| 2017/2018 | Liga Siatkówki Kobiet | 12. miejsce                 | 4. runda      |
| 2018/2019 | Liga Siatkówki Kobiet | 10. miejsce                 | ćwierćfinał   |
| 2019/2020 | Liga Siatkówki Kobiet | 4. miejsce                  | półfinał      |
| 2020/2021 | Tauron Liga           | 8. miejsce                  | 1/8 finału    |
| 2021/2022 | Tauron Liga           | 5. miejsce                  | finał         |
| 2022/2023 | Tauron Liga           | wykluczona w trakcie sezonu | 1/8 finału    |

Poziom rozgrywek:
     pierwszy, najwyższy ogólnokrajowy
     drugi
     trzeci
     czwarty
     piąty

## Kadra zespołu w sezonie 2022/2023[22]
- Trener:  Grzegorz Kowalczyk
- II trener:
- Asystent:  Łukasz Durbaiłło
- Trener przygotowania fizycznego:  Artur Zarzecki
- Statystyk:  Fabio Gabban
- Fizjoterapeuta:  Katarzyna Kaleta,  Marta Krasnodębska
- Menedżer:  Maciej Szewczyk

| Nr | Imię i nazwisko                  | Data ur.   | Wzrost | Pozycja      |
| -- | -------------------------------- | ---------- | ------ | ------------ |
| 2  | Paula Czerwińska                 | 09.04.1992 | 180    | przyjmująca  |
| 4  | Neira Ortiz (do 31.12.2022)      | 06.07.1993 | 196    | środkowa     |
| 5  | Gabriela Dębowska                | 25.08.2003 | 185    | środkowa     |
| 6  | Aleksandra Jedut                 | 26.04.2002 | 181    | przyjmująca  |
| 8  | Julia Bartczak                   | 2003       | 190    | przyjmująca  |
| 9  | Marta Duda                       | 16.07.1996 | 183    | atakująca    |
| 10 | Maryna Mazenko                   | 07.05.1998 | 188    | środkowa     |
| 11 | Dominika Mras                    | 19.04.1996 | 181    | rozgrywająca |
| 12 | Diana Dąbrowska                  | 12.08.2001 | 184    | rozgrywająca |
| 13 | Sonia Stefanik                   | 08.10.2002 | 190    | środkowa     |
| 14 | Maja Szymańska                   | 15.04.2002 | 186    | atakująca    |
| 16 | Klaudia Kulig                    | 01.05.1997 | 173    | libero       |
| 18 | Aleksandra Dudek (do 31.12.2022) | 18.01.1997 | 187    | przyjmująca  |
| 23 | Magda Kubas                      | 28.01.2004 | 172    | libero       |

## Zagraniczne zawodniczki w drużynie
| Lata gry                            | Imię i nazwisko       | Pozycja      |
| ----------------------------------- | --------------------- | ------------ |
| 2006-2007                           | Marta Szczygielska    | libero       |
| 2012-2013                           | Gergana Marinowa      | rozgrywająca |
| 2012-2013                           | Natalla Maciejczyk    | środkowa     |
| 2012-2013 2018-2019                 | Kryscina Michajlenka  | atakująca    |
| 2013-2014 2021-2022 (do 09.11.2021) | Lauren Barfield       | środkowa     |
| 2013-2014                           | Anna Rybaczewski      | przyjmująca  |
| 2013-2014                           | Tamara Rakić          | przyjmująca  |
| 2013-2014                           | Olga Raonić           | rozgrywająca |
| 2014-2015                           | Marta Bechis          | rozgrywająca |
| 2014-2015                           | Jaimie Thibeault      | środkowa     |
| 2018-2019                           | Cassidy Pickrell      | przyjmująca  |
| 2019-2020                           | Juliette Fidon-Lebleu | przyjmująca  |
| 2019-2020                           | Olga Strandzali       | przyjmująca  |
| 2019-2021                           | Žana Zdovc Sporer     | przyjmująca  |
| 2019-2021                           | Julie Oliveira Souza  | atakująca    |
| 2020-2021                           | Jéssica Rivero        | przyjmująca  |
| 2020-2021                           | Shelly Stafford       | środkowa     |
| 2021-2022                           | Gyselle Silva         | atakująca    |
| 2021-2022                           | Yaprak Erkek          | przyjmująca  |
| 2022-2023 (do 31.12.2022)           | Neira Ortiz           | środkowa     |
| 2022-2023                           | Maryna Mazenko        | środkowa     |